# Summer of the Seventeenth Doll
Summer of the Seventeenth Doll est un film australo-britannico-américain réalisé par Leslie Norman, sorti en 1959.

## Fiche technique
- Titre : Summer of the Seventeenth Doll
- Réalisation : Leslie Norman
- Scénario : John Dighton d'après la pièce éponyme de Ray Lawler
- Production : Leslie Norman
- Société de production : Hecht-Hill-Lancaster
- Musique : Benjamin Frankel
- Photographie : Paul Beeson
- Montage : Gordon Hales
- Pays d'origine : Australie- Royaume-Uni - États-Unis
- Format : Noir et blanc - Mono
- Genre : Comédie dramatique
- Durée : 93 minutes
- Date de sortie : 1959

## Distribution
- Ernest Borgnine : Roo
- Anne Baxter : Olive
- John Mills : Barney
- Angela Lansbury : Pearl
- Vincent Ball : Dowd
- Ethel Gabriel : Emma